# Peter Ramseier
Peter Ramseier (Bern, 1944. november 29. – 2018. október 10.) válogatott svájci labdarúgó, hátvéd.

## Pályafutása
A Cantonal Neuchâtel korosztályos csapatában kezdte a labdarúgást. 1964-ben mutatkozott be az első csapatban. 1966 és 1978 között az FC Basel játékosa volt. A bázeli csapattal hat bajnoki címet és két svájcikupa-győzelmet ért el.
1968 és 1973 között 28 alkalommal szerepelt a svájci válogatottban.

## Sikerei, díjai
FC Basel
- Svájci bajnokság
  - bajnok (6): 1966–67, 1968–69, 1969–70, 1971–72, 1972–73, 1976–77
- Svájci kupa
  - győztes (2): 1967, 1975